# Home Invasion (American Horror Story)
"Home Invasion" és el segon episodi de la primera temporada de la sèrie de televisió American Horror Story, que va ser emesa per primera vegada al canal FX l'octubre de 2011. L'episodi va ser co-escrit pels co-creadors de la sèrie Ryan Murphy i Brad Falchuk, i fou dirigit per Alfonso Gómez-Rejón.
En aquest episodi, Ben Harmon (Dylan McDermott) marxa a Boston per parlar amb l'estudiant amb qui va tenir un afer en el primer episodi (Kate Mara). Mentre és fora, la seva dona Vivian (Connie Britton) i la seva filla Violet (Taissa Farmiga) se les han de veure amb tres invasors de la casa que recreen un homicidi ocorregut el 1968.
L'episodi fa ús de la banda sonora de "Psycho", composta per Bernard Herrmann.

## Plot

### 1968
Tres noies de la germandat conviden a dos de les seves companyes, Maria (Rosa Salazar) i Gladys (Celia Finkelstein), per anar amb elles a un concert de The Doors. Es neguen i el trio de noies acaba sortint per la seva banda. Gladys mira la televisió, mentre maria estudia. De sobte un home truca a la porta i demana ajuda perquè està sagnant. Una de les noies, que resulta ser infermera, intenta ajudar-lo aturant l'hemorràgia. Però sembla que ella no acaba de trobar l'origen de la sagnia descobrint que realment l'home s'ha autolesionat per aconseguir entrar a la casa. Minuts després que els permeti entrar a la casa, l'home colpeja les noies. Maria es desperta quan li degota aigua sobre ella. L'home li diu que es despulli i es posi l'uniforme d'infermera abans que la lligui. Maria es posa a resar a Déu, i l'home li respon que Jesús no podrà salvar-la. L'home desapareix per un moment, i després procedeix a apunyalar Maria a l'esquena diverses vegades.

### Present
Ben (Dylan McDermott) coneix a una nova pacient, Bianca (Mageina Tovah), que està fascinada per la "casa dels crims". A continuació, rep una trucada de la seva ex-amant i ex-estudiant Hayden (Kate Mara), que li explica que ella està embarassada i que necessita el seu suport per anar a avortar. Ben menteix a Vivien (Connie Britton), dient-li que un pacient necessita veure'l a Boston.
Constance (Jessica Lange) cou unes magdalenes de xocolata cobertes amb xarop d'ipecacuana i en dona a Vivien, insistint que en doni a la Violet (Taissa Farmiga). Ella li diu a la Vivien que són un regal de disculpa per la constant intrusió d'Addie (Jamie Brewer) a la casa dels Harmon. Ella nota que Vivien està embarassada, i Vivien confessa que té porque el nen no estigui bé. Constance li assegura que el nen es troba bé. Ella li confessa que Addie és un dels quatre fills que va parir, tots deformats d'alguna manera o altra.
Vivien porta les magdalenes a la Violet, que li explica que ja sap que està embarassada. També li revela que creu que la seva mare és molt il·lusa si creu que el nen salvarà la seva relació amb el Ben.
Un trio de fanàtics d'assassins en sèrie, incloent Bianca, irrompen a la casa i capturen Vivien i Violet. El trio liderat per Fiona (Azura Skye), vol fer un homenatge tribut recreant els brutals assassinats de Maria i Gladys. Violeta intenta escapar i es troba amb Tate (Evan Peters), qui li explica que ella necessita atraure els tres visitants al soterrani de la casa. Violeta acaba sent atrapada de nou, però convenç a Fiona que la banyera original utilitzada en l'ofegament de Gladys va ser traslladada al soterrani.
Dallas (Kyle Davis), el tercer intrús vigila Vivien. Bianca es posa a menjar les magdalenes d'ipecacuana i comença a vomitar. Bianca es posa a buscar els altres però es troba amb Tate, que l'apunyala al melic. Al soterrani, Fiona perd el rastre de Violet. Es troba amb Tate, que està al costat de la banyera junt amb Gladys. Vivien es defensa de Dallas i fuig de la casa amb la Violeta. Dallas busca Fiona al soterrani, i l'acaba trobant degollada i seguidament ell mor de la mateixa manera.
Constance, Tate, i Moira (Frances Conroy) baixen al soterrani. Tate diu que Gladys i Maria han mort a Dallas i Fiona. Els tres acorden desfer-se dels cadàvers, i revelant que volen que Ben continuï tractant a Tate.
Quan s'adona de totes les trucades perdudes en el seu telèfon, Ben abandona Hayden a la clínica d'avortament i torna a casa. La policia explica als Harmon que han trobat a Bianca, partida per la meitat, a la vorera de prop de la casa i presumiblement els "desapareguts" intrusos l'haurien assassinat, després d'abandonar la casa enmig del pànic. Ben se sorpren quan sap que Tate estava a la casa durant l'atac, sobretot després que va percebre que Tate estava establint una relació massa íntima amb Violet. Violet li diu que Tate era a la casa per ajudar-la, a diferència d'en Ben. Violet es disculpa per dir que la Vivien era feble, i Vivien decideix que han de vendre la casa.

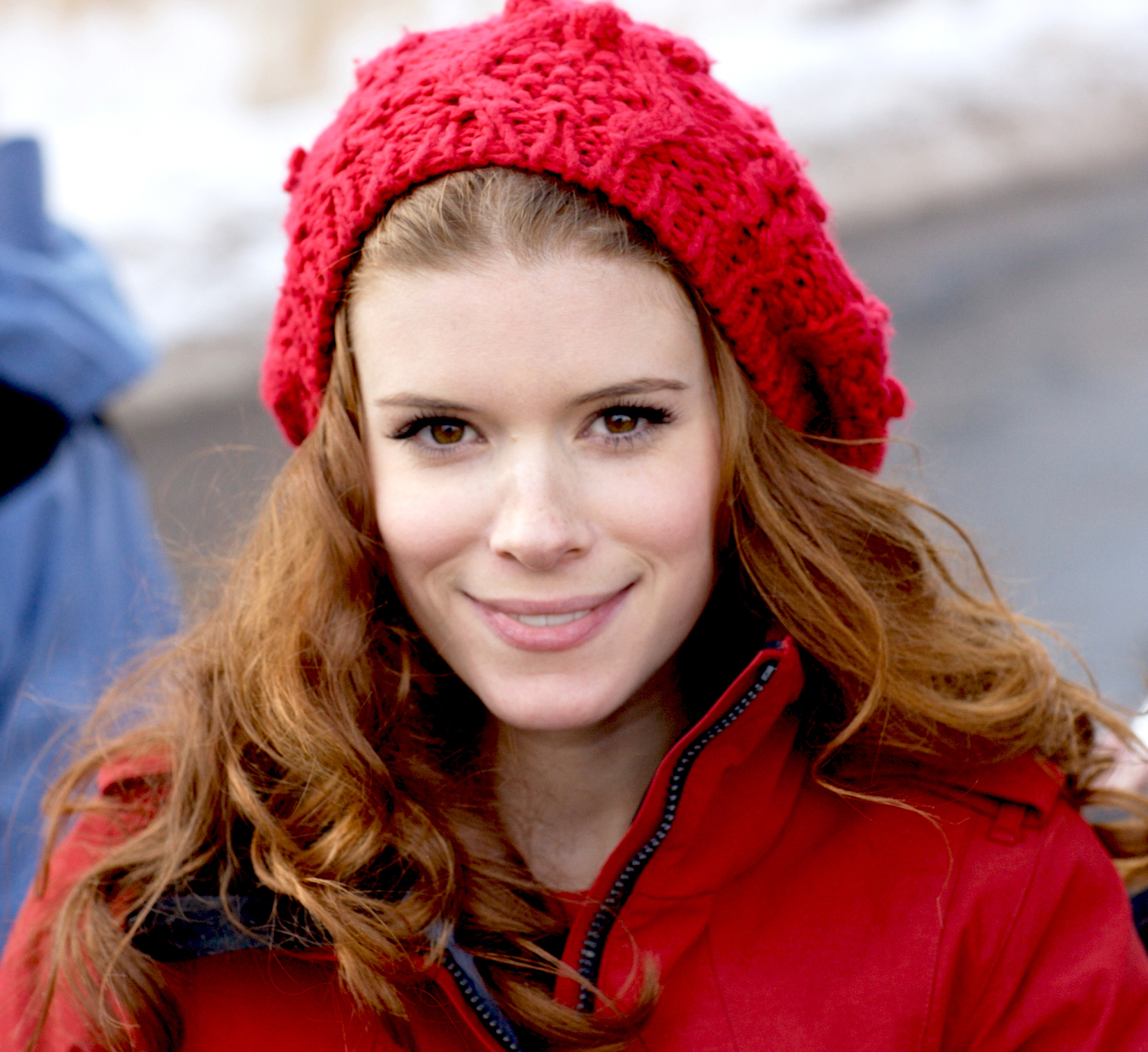
Kate Mara va ser elogiada pel co-creador de la sèrie Ryan Murphy.

## Producció
L'episodi va ser co-escrit pels co-creadors Brad Falchuk i Ryan Murphy, mentre que la direcció anà a càrrec de Alfonso Gómez-Rejón.
Murphy digué sobre que Ben abandonés a Hayden a la clínica al final de l'episodi i sobre el futur d'aquest personatge: "El fet interessant d'això és que sempre m'agrada deixar una mica d'espai a la sorpresa". "Hayden arriba i passen certes coses amb ella, i Kate Mara era tan excepcional que la vam mantenir en la mateixa habitació. El mateix amb Lily Rabe com a Nora [que interpreta un dels amos de la casa que apareixerà al següent episodi Murder House. Simplement vam tallar les escenes bastant i els guionistes van decidir que ja recuperarien aquests personatges sobre els que els agradava tant escriure més endavant."

## Recepció
Matt Fowler en la seva ressenya per IGN va donar a l'episodi una puntuació global de 8, dient que Home Invasion va ser un "sorpresa plaent i recargolada" i destacant l'escena d'obertura, tot assenyalant "Quina escena d'obertura més horripilant! Quin estil tan aterridor tenia tot plegat." Todd VanDerWerff del The A.V. Club va donar a l'episodi una qualificació de C (aprovat), i va declarar que estava "encuriosit" per American Horror Story, i remarcant que "Vaig estar força estona pensant-hi, i alguns dels misteris centrals de la sèrie em tenen intrigat.
En l'emissió original americana, el segon episodi d'American Horror Story va ser vist per una audiència de 2,46 milions de teleespectadors guanyant amb un 1.4 de share en la població adulta de 18–49, d'acord amb Nielsen Media Research. L'episodi va pujar dues dècimes respecte de l'episodi pilot.